# Casetify
Casetagram Limited, що працює під торговою назвою Casetify, є гонконгською компанією, яка виробляє чохли для телефонів і електронні аксесуари. Заснована у 2011 році Веслі Нґом та Рональдом Юнгом, компанія спочатку пропонувала індивідуальні чохли для телефонів з використанням фото з Instagram. Пізніше вони розширили асортимент і почали продавати аксесуари з різними дизайнами. З того часу вона стала найшвидше зростаючим брендом аксесуарів до техніки у світі, продавши понад 25 мільйонів чохлів для телефонів.
Компанія має штаб-квартиру в Гонконзі та офіси в Лос-Анджелесі.

## Історія
Раніше відома як Casetagram, початковими продуктами Casetify були індивідуалізовані чохли для мобільних телефонів, створені за допомогою фотографій покупця з Instagram. Користувачі могли завантажувати зображення з Instagram у спеціальний інтерфейс, який дозволяв їм створювати індивідуальний колаж або чохол з однією фотографією. Тепер користувачі можуть створювати власні кейси, використовуючи фотографії з Instagram і Facebook або безпосередньо завантажуючи фотографії та додаючи власний текст. Casetify тепер виробляє додаткові продукти, такі як технічні аксесуари.
У компанії є кам'яний магазин у Сполучених Штатах, Гонконзі, включаючи флагманський магазин у торговому центрі Landmark Mall у місті, а також магазини в Японії, Південній Кореї і тимчасовий магазин у Бангкоку, Таїланд. За листопад 2023 року, Casetify має рейтинг користувачів на Trustpilot на рівні 3.9, але сторінка з відгуками наразі призупинена.

### Партнерства та співпраці
Щоб створювати чохли, які відзначають відмінне мистецтво, Casetify розпочала співпрацювати з галереями, музеями, а також як з відомими міжнародними, так і менш відомими місцевими художниками. Колекція Лувру містить твори мистецтва Леонардо да Вінчі, Ежена Делакруа, а також давні роботи, такі як Венера Мілоська. Метрополітен-музей у партнерстві з Casetify виробляє ліцензовані продукти, що відображають мистецтво Вінсента Ван Гога, Дега та Моне. Casetify також співпрацює з окремими художниками, такими як Девід Шріглі та Яйої Кусама, щоб створювати колекції їхніх робіт.
Casetify також співпрацювала з понад 100 компаніями, включаючи такі бренди, як DHL, Blanc & Eclare, Pokémon, Pixar, Lucasfilm, Vetements, і K-pop групи BTS і BLACKPINK для колекцій продуктів. Компанії з харчової промисловості, такі як Coca-Cola, Oreo та Vegemite, також співпрацювали, а також спортивні компанії, такі як Національна Баскетбольна Асоціація (NBA), Мейджор Ліг Бейсболу (MLB) та Австралійська футбольна ліга (AFL). Колекції зазвичай включають чохли для телефонів, але в деяких співпрацях також можуть бути представлені ремінці для годинників та чохли для навушників.

### Обвинувачення у плагіаті та судовий позов
23 листопада 2023 року ютубер Зак Нельсон, відомий в Інтернеті як JerryRigEverything, виклав відео, де він оголосив, що він і виробник чохлів dbrand подали до федерального суду позов на кілька мільйонів доларів проти Casetify за плагіат дизайну продуктів їхньої лінійки «Teardown».У відео було показано, що Casetify або скопіювала, або змодифікувала кілька ексклюзивних дизайнів від dbrand та JerryRigEverything. Нельсон поділився численними естер-егами, які були включені в дизайни від dbrand і присутні в продуктах Casetify, а також показав, що дизайни від Casetify є прямими репліками дизайнів від dbrand, з лише деякими незначними змінами. Менш ніж через годину після публікації відео на YouTube веб-сайт Casetify перестав працювати, а після відновлення продукти, представлені у відео, більше не були доступні. Пізніше Casetify опублікував заяву про те, що вони розслідують звинувачення, і зазначив, що причиною простою стала атака DDOS.
На наступний день Casetify отримала обвинувачення у тому, що вони використали рентгенові зображення iPhone X від iFixit і використали їх у своїй лінійці товарів «X-Ray Case».